# Alexander van Joegoslavië (1982)
Alexander Karađorđević (Servisch: Александар Карађорђевић) (Fairfax, 15 januari 1982) is prins van Joegoslavië en de zoon van Kroonprins Alexander van Joegoslavië en prinses Maria da Glória. Alexander is de kleinzoon van koning Peter II van Joegoslavië. Zijn peetouders zijn Sophia van Griekenland, Constantijn II van Griekenland en prinses Anne van Orléans. Alexander heeft één oudere broer, erfprins Peter, en een tweelingbroer: Filip van Joegoslavië. Alexander is derde in de lijn van Servische troonopvolgers en staat net als zijn broers op de lijst van Britse troonopvolgers.
Alexander woonde tot 1985 in Virginia, waarna hij met zijn ouders naar Londen verhuisde. In Londen ging hij samen met zijn tweelingbroer voor het eerst naar school. Na The Kings school in Canterbury te hebben afgerond in 2000, studeerde Alexander Communications and Media aan de Universiteit van San Francisco. Sinds 2001 is de prins weer in Servië woonachtig. Hij woont samen met de andere leden van de koninklijke familie in Belgrado in het koninklijke paleis (Servisch: Краљевски Двор) in de wijk Dedinje.